# Lizanne Richards-Dindial
Lizanne Marie (Liza) Richards-Dindial (Curaçao, 19 september 1957) was de tiende en laatste gouverneur van het eilandgebied Curaçao, van 2000 tot 2010. Sinds 2011 is zij lid van de Adviesraad van Curaçao en sinds 2017 bekleedt zij de functie van vicevoorzitter.

## Leven en werk
Lizanne Dindial is de oudste van vijf kinderen van Clara en Stanley Dindial, uit Trinidad en Tobago. Na het behalen van haar VWO-diploma aan het Radulphus College vervolgde zij haar opleiding aan de Universiteit van Curaçao. In 1983 behaalde zij haar master rechten en in 1991 rondde zij de opleiding Belastingontvanger in Den Haag af. Tijdens haar studie werkte zij bij Pierson Heldring & Pierson (Curaçao) en Equity Trust Co. NV (Amsterdam).
Bij haar terugkeer uit Nederland in 1992 ging Dindial werken op het eilandgebied Curaçao, eerst als teamleider en sinds 1 oktober 1994 als hoofd van de Dienst Eilandsontvanger. In 2000 werd zij benoemd tot gezaghebber. Zij is de enige vrouw die deze functie heeft bekleed. Met de staatshervorming in 2010 ging zij de geschiedenis in als laatste gezaghebber van het eilandgebied Curaçao.
Dindial werd op 21 april 2017 benoemd tot vicevoorzitter van de Adviesraad van Curaçao. In de jaren negentig was zij bestuurslid van de Stichting Vrouwennetwerk Curaçao.